# Jone Tawake
Pas d'image ? Cliquez ici

a Compétitions nationales et continentales officielles uniquement.

b Matchs officiels uniquement.
Dernière mise à jour le 20 décembre 2017.
 Jone Tawake, né le 17 avril 1982, est un joueur de rugby à XV d'origine fidjienne  et qui a évolué en France avec le RC Toulon. Il évolue au poste de troisième ligne (n°7 ou 8) (1,87 m pour 118 kg).
Jone Tawake a immigré en Australie assez jeune depuis Suva (Fidji). Il a été formé au rugby à 13 puis va vers le rugby à 15 qui lui propose une carrière professionnelle.

## Carrière

### En club
- 2002-2003 : Waratahs  Australie
- 2004-2008 : Brumbies  Australie
- 2008-2009 : Secom Rugguts Secom Rugguts (en)  Japon
- 2009-2011 : RC Narbonne  France
- 2011-2012 : RC Toulon  France
- 2012-2014 : Union sportive bressane Pays de l'Ain  France

S'étant fracturé un doigt de la main droite lors d'un match du Super 14 contre les Blues en mars 2006, il choisit de se faire amputer alors qu'une grave infection se déclare pour hâter la guérison et se donner une chance de participer à la Coupe du monde 2007, compétition pour laquelle il n'a finalement pas été sélectionné.

## Palmarès

### En club
Champion de France 2013 de Fédérale 1 avec l'Union Sportive Bressane Pays de l'Ain

### En équipe nationale
- Australie A
- Australie - de 21 ans.
- Australie - de 19 ans.